# Sabran
Sabran település Franciaországban, Gard megyében. Lakosainak száma 1596 fő (2022. január 1.). Sabran Bagnols-sur-Cèze, Cavillargues, La Roque-sur-Cèze, Saint-André-d’Olérargues, Saint-Gervais, Saint-Marcel-de-Careiret, Saint-Michel-d’Euzet, Saint-Pons-la-Calm és Tresques községekkel határos.

## Népesség
A település népessége az elmúlt években az alábbi módon változott:
| Lakosok száma | 1006 | 1243 | 1437 | 1688 | 1779 | 1700 | 1674 | 1628 | 1610 | 1596 |
|               | 1968 | 1982 | 1990 | 2006 | 2013 | 2015 | 2017 | 2019 | 2020 | 2022 |